# ميخائيل دبليو. فولي
ميخائيل دبليو. فولي (بالإنجليزية: Michael W. Foley)‏ هو مهندس أمريكي، ولد في 2 مارس 1964.